# Pedro Argüelles Morán
Pedro Argüelles Morán (bút danh Pedro del Sol) là người vẽ bản đồ, nhà báo và nhà bất đồng chính kiến người Cuba. Ông đã tham gia "Ủy ban Nhân quyền Cuba" (Comité Cubano por los Derechos Humanos) năm 1992 và là giám đốc hãng thông tấn độc lập "Cooperativa Avileña de Periodistas Independientes"
Ông bị chính quyền Cuba bắt trong vụ Mùa xuân đen năm 2003, và bị xử phạt 20 năm tù.